# Mường Khoa, Lai Châu
Mường Khoa  là xã thuộc huyện Tân Uyên, tỉnh Lai Châu, Việt Nam.

## Địa giới hành chính
Đông giáp xã Phúc Khoa, thị trấn Tân Uyên và xã Thân Thuộc, huyện Tân Uyên; Tây giáp xã Nậm Cuổi, huyện Sìn Hồ và xã Khun Há, huyện Tam Đường; Nam giáp các xã Nậm Sỏ, Nậm Cần, huyện Tân Uyên; Bắc giáp các xã Khun Há và Bản Bo, huyện Tam Đường.

## Lịch sử hành chính
Tháng 11 năm 2003, xã Mường Khoa cùng với các xã, thị trấn trong huyện Than Uyên chuyển từ tỉnh Lào Cai về tỉnh Lai Châu mới.
Tháng 12 năm 2006, một phần diện tích và dân số, bao gồm 8.599,28 ha diện tích tự nhiên và 5.340 người của xã Mường Khoa được tách ra để thành lập xã Phúc Khoa.
Tháng 10 năm 2008, xã Mường Khoa chuyển từ huyện Than Uyên về huyện Than Uyên mới thành lập.